# رودریگو اتچارت
رودریگو اتچارت (اسپانیایی: Rodrigo Etchart‎؛ زادهٔ ۲۴ ژانویهٔ ۱۹۹۴) بازیکن راگبی ۷ نفره اهل آرژانتین است.
وی در مسابقات کشوری و بین‌المللی در مجموع برندهٔ ۱ مدال برنز شده‌است.